# Lulesia alachuana
Lulesia alachuana är en svampart som först beskrevs av William Alphonso Murrill, och fick sitt nu gällande namn av Rolf Singer 1970. Lulesia alachuana ingår i släktet Lulesia och familjen Tricholomataceae.   Inga underarter finns listade i Catalogue of Life.